# El joc de l'amor (pel·lícula de 1987)
El joc de l'amor (títol original: Tonight's the Night, també conegut com The Game of Love) és un telefilm de drama romàntic estatunidenc de 1987 dirigit per Bobby Roth. Està doblat al català.

## Argument
Un grup d'amics experimenta diversos dilemes sentimentals i decisions que podrien canviar les seves vides per sempre.

## Repartiment
- Ed Marinaro com Hayden Fox
- Belinda Bauer com Pamela Ahlberg
- Jack Blessing com Peter
- Max Gail com Sam Davies
- Gerrit Graham com Charlie
- Janet Margolin com Chris
- Tracy Nelson com Jamie Davies
- Ken Olin com Henry Fox